# Фундуля
Фундуля (рум. Fundulea) — місто у повіті Келераш в Румунії. 
Вперше з'являється як Fondele на Карті князівств Молдавія та Валахія 1774 року, написаній Якобом Фрідріхом Шмідтом. 
Перша документальна згадка міститься в 1778 році в «Історико-географічних мемуарах про Валахію», опублікованих у Лейпцигу генералом Бауером: Fundule petit village sur le ruisseau de Katora, сторінка 145.
Адміністративно місту підпорядковані такі села (дані про населення за 2002 рік):
- Александру-Іоан-Куза
- Гостілеле (804 особи)

Місто розташоване на відстані 33 км на схід від Бухареста, 70 км на північний захід від Келераші.

## Населення
За даними перепису населення 2002 року у місті проживала 6691 особа.
Національний склад населення міста:
| Національність | Кількість осіб | Відсоток |
| -------------- | -------------- | -------- |
| румуни         | 6192           | 92,5%    |
| цигани         | 497            | 7,4%     |
| українці       | 1              | < 0,1%   |
| турки          | 1              | < 0,1%   |

Рідною мовою назвали:
| Мова      | Кількість осіб | Відсоток |
| --------- | -------------- | -------- |
| румунська | 6672           | 99,7%    |
| циганська | 17             | 0,3%     |
| російська | 1              | < 0,1%   |
| турецька  | 1              | < 0,1%   |

Склад населення міста за віросповіданням:
| Релігія       | Кількість осіб | Відсоток |
| ------------- | -------------- | -------- |
| православні   | 6605           | 98,7%    |
| баптисти      | 72             | 1,1%     |
| бретрени      | 7              | 0,1%     |
| римо-католики | 3              | < 0,1%   |
| п'ятдесятники | 1              | < 0,1%   |
| мусульмани    | 1              | < 0,1%   |
| лютерани      | 1              | < 0,1%   |
| не релігійні  | 1              | < 0,1%   |

## Зовнішні посилання
- Дані про місто Фундуля на сайті Ghidul Primăriilor